# Краєвиці-Дужі
Краєвиці-Дужі (пол. Krajewice Duże) — село в Польщі, у гміні Завідз Серпецького повіту Мазовецького воєводства.
Населення — 42 особи (2011).
У 1975-1998 роках село належало до Плоцького воєводства.

## Демографія
Демографічна структура станом на 31 березня 2011 року:
|          | Загалом | Допрацездатний вік | Працездатний вік | Постпрацездатний вік |
| -------- | ------- | ------------------ | ---------------- | -------------------- |
| Чоловіки | 23      | 5                  | 16               | 2                    |
| Жінки    | 19      | 5                  | 11               | 3                    |
| Разом    | 42      | 10                 | 27               | 5                    |